# Manguirda
Manguirda  (ou Manguerdla) est une localité du Cameroun située dans la commune de Meri, le département du Diamaré et la Région de l'Extrême-Nord, dans les monts Mandara.

## Population
En 1974 la localité comptait 1 288 habitants, principalement Moufou.
Lors du recensement de 2005, ce chiffre s'élevait à 1 999.